# Roeselia basifascia
Roeselia basifascia är en fjärilsart som beskrevs av Inoue 1958. Roeselia basifascia ingår i släktet Roeselia och familjen trågspinnare. Inga underarter finns listade.